# Othoniel Arce
Othoniel Arce Jaramillo (Tejupilco, 8 novembre 1989) è un calciatore messicano, attaccante svincolato.

## Carriera

### Club
Ha giocato nella prima divisione dei campionati messicano, guatemalteco, peruviano e boliviano.

### Nazionale
Tra il 2011 ed il 2012 ha giocato 6 partite con la nazionale messicana Under-23, segnando anche un gol.